# 康奈尔科技校区
康奈尔科技校区（Cornell Tech）是美国康奈尔大学在纽约市罗斯福岛上设立的涵盖科技、商业、法律、及设计等领域的校区。自2012年以来，康奈尔科技一直在曼哈顿切尔西附近的Google大楼开展业务。2017年是康奈尔科技新校区的第一个学年，有大约有300名学生和30名教师在这个校区。
该校区起源于纽约市长迈克·布隆伯格举办的竞赛，邀请顶尖大学在纽约市竞争开设研究生应用科学中心，最后康奈尔大学及其合作伙以色列理工学院获奖，获得奖金以及罗斯福岛上的土地开办新校区。当时的纽约市长希望新的校区能吸引更多人成为理工学生，并在纽约市开始科技创业，开设新的公司。

## 外部連接
- 官方網站 （页面存档备份，存于）